# 希克斯 (阿肯色州)
希克斯（英語：Hicks）是位於美國阿肯色州華盛頓縣的一個非建制地區。該地的面積和人口皆未知。

## 地理
希克斯的座標為35°56′20″N 94°02′53″W / 35.93889°N 94.04806°W，而該地的平均海拔高度為496米（即1300英尺）。